# Stage (데이비드 보위의 음반)
《Stage》는 영국의 음악가 데이비드 보위의 두 번째 라이브 음반으로, Isolar II Tour에서 녹음되었고 1978년 RCA 레코드를 통해 발매되었다. 영국의 첫 프레스 가공은 반투명 노란색 바이닐에 있었고, 유럽의 프레스 가공도 파란색 바이닐에 적용되었다. 오리지널 발매 이후, 《Stage》는 여러 번 재발행되었고, 각각 확장된 트랙 리스트가 있다.

## 녹음
이 음반은 1978년 4월 말에서 5월 초에 미국 필라델피아, 프로비던스, 보스턴에서 열린 콘서트에서 발췌되었다. 이 음반은 주로 보위의 가장 최근 스튜디오 음반인 《Station to Station》 (1976년), 《Low》와 《"Heroes"》 (1977년), 그리고 《The Rise and Fall of Ziggy Stardust and the Spiders from Mars》 (1972년)의 다섯 곡을 포함했다. 보위의 핵심 팀인 카를로스 알로마, 데니스 데이비스, 조지 머레이 외에도 밴드 멤버로는 전 프랭크 자파의 기타리스트 아드리안 벨류, 호크윈드의 전기 바이올리니스트 사이먼 하우스, 로저 파월, 그룹 유토피아에서 토드 룬드그렌과 함께 작업한 것으로 가장 잘 알려진 피아노 앙상블, 숀 메이즈 등이 있었다. 다음 해 보위의 다음 스튜디오 음반인 《Lodger》 (1979년)에서 모두 재결합했다.

## 반응
| 전문가 평가                   | 전문가 평가 |
| 평가 점수                     | 평가 점수   |
| 출처                          | 점수        |
| ----------------------------- | ----------- |
| AllMusic                      | [ 2 ]       |
| Blender                       | [ 3 ]       |
| Christgau's Record Guide      | B+          |
| Encyclopedia of Popular Music | [ 5 ]       |
| NME                           | 8/10        |
| MusicHound                    | 3/5         |
| Pitchfork                     | 7.9/10      |
| The Rolling Stone Album Guide | [ 9 ]       |
| Select                        | 4/5         |
| Spin Alternative Record Guide | 4/10        |
| Uncut                         | [ 12 ]      |

《Stage》는 상업적으로 성공했다. 영국에서, 그것은 5위에 올랐고 그 후에 영국 축음기 협회에 의해 골드 인증을 받았다. 그것은 또한 미국 차트에서 44위에 올랐다.
원래 《Low》에서 더 짧은 형태로 등장한 〈Breaking Glass〉는 3트랙 EP로 발매되어 영국 싱글 차트 54위에 올랐다. 미국에서는 〈Star〉가 3트랙 EP로 발매되었지만 차트 작성에는 실패했다. 일본에서는 〈Soul Love〉가 발매되었고, 〈Blackout〉은 B-사이드로 발매되었으나 차트 작성에도 실패했다.
일반적으로 보위의 이전 라이브 음반인 《David Live》보다 더 여유로운 것으로 여겨졌던 《Stage》는 초기 바이닐 발매에서 밴드가 《Low》와 《"Heroes"》의 전자적이고 효과 넘치는 곡들을 에뮬레이트할 수 있었던 충실함과 가수의 보컬 퍼포먼스로 찬사를 받았다. 동시에 보위가 《David Live》에서의 그의 방식과는 달리 편곡을 거의 손대지 않았기 때문에 《Stage》는 오리지널 음반에 거의 추가되지 않았고, 일부 해설자들에게는 기억에 남는 일련의 라이브 콘서트에 대한 정당성을 입증하지 못한 마케팅 연습으로 여겨졌다. 이 음반은 직접 악기와 마이크 피드에서 녹음된 것이 대부분이어서 음질은 향상되었지만 군중 노이즈는 최소화했기 때문에 '라이브' 분위기가 부족하다는 비판을 받았다. 오리지널 콘서트 실행 순서도 변경되어, 스튜디오 음반과 유사한 트랙 사이에 페이드 상태가 되었다. 심지어 표지 사진도 비판을 받았는데, 그 이유는 패키지의 나머지 부분에는 같은 사진의 변형만 포함되어 있었기 때문이다.

## 곡 목록

### 오리지널 1978년 LP
모든 곡들은 특별한 언급이 없는 한 데이비드 보위에 의해 작사/작곡하였다.
| #  | 제목                    | 재생 시간 |
| -- | ----------------------- | --------- |
| 1. | 〈Hang On to Yourself〉 | 3:26      |
| 2. | 〈Ziggy Stardust〉      | 3:32      |
| 3. | 〈Five Years〉          | 3:58      |
| 4. | 〈Soul Love〉           | 2:55      |
| 5. | 〈Star〉                | 2:31      |

| #  | 제목                   | 재생 시간 |
| -- | ---------------------- | --------- |
| 1. | 〈Station to Station〉 | 8:55      |
| 2. | 〈Fame〉               | 4:06      |
| 3. | 〈TVC 15〉             | 4:37      |

| #  | 제목               | 작사·작곡                          | 재생 시간 |
| -- | ------------------ | ---------------------------------- | --------- |
| 1. | 〈Warszawa〉       | 보위, 브라이언 이노                | 6:50      |
| 2. | 〈Speed of Life〉  |                                    | 2:44      |
| 3. | 〈Art Decade〉     |                                    | 3:10      |
| 4. | 〈Sense of Doubt〉 |                                    | 3:13      |
| 5. | 〈Breaking Glass〉 | 보위, 데니스 데이비스, 조지 머레이 | 3:28      |

| #  | 제목                     | 작사·작곡  | 재생 시간 |
| -- | ------------------------ | ---------- | --------- |
| 1. | 〈"Heroes"〉             | 보위, 이노 | 6:19      |
| 2. | 〈What in the World〉    |            | 4:24      |
| 3. | 〈Blackout〉             |            | 4:01      |
| 4. | 〈Beauty and the Beast〉 |            | 5:08      |

## 인증
| 국가                       | 인증 | 판매량/출하량 |
| -------------------------- | ---- | ------------- |
| 뉴질랜드 (RMNZ)            | 골드 | 7,500^        |
| 영국 (BPI)                 | 골드 | 100,000^      |
| ^출하량을 기반으로 한 인증 |      |               |